# (7215) Gerhard
(7215) Gerhard es un asteroide que forma parte del cinturón exterior de asteroides y fue descubierto el 16 de marzo de 1977 por Hans-Emil Schuster desde el Observatorio de La Silla, Chile.

## Designación y nombre
Gerhard fue designado inicialmente como 1977 FS.
Más tarde, en 1996, se nombró en honor de Gerhard Bachmann (1931-1996), administrador principal del ESO de 1972 a 1996.

## Características orbitales
Gerhard orbita a una distancia media de 3,209 ua del Sol, pudiendo alejarse hasta 3,239 ua y acercarse hasta 3,178 ua. Su excentricidad es 0,009524 y la inclinación orbital 20,71 grados. Emplea 2100 días en completar una órbita alrededor del Sol. El movimiento de Gerhard sobre el fondo estelar es de 0,1715 grados por día.

## Características físicas
La magnitud absoluta de Gerhard es 11,8.